# Mikuláš Moyzes

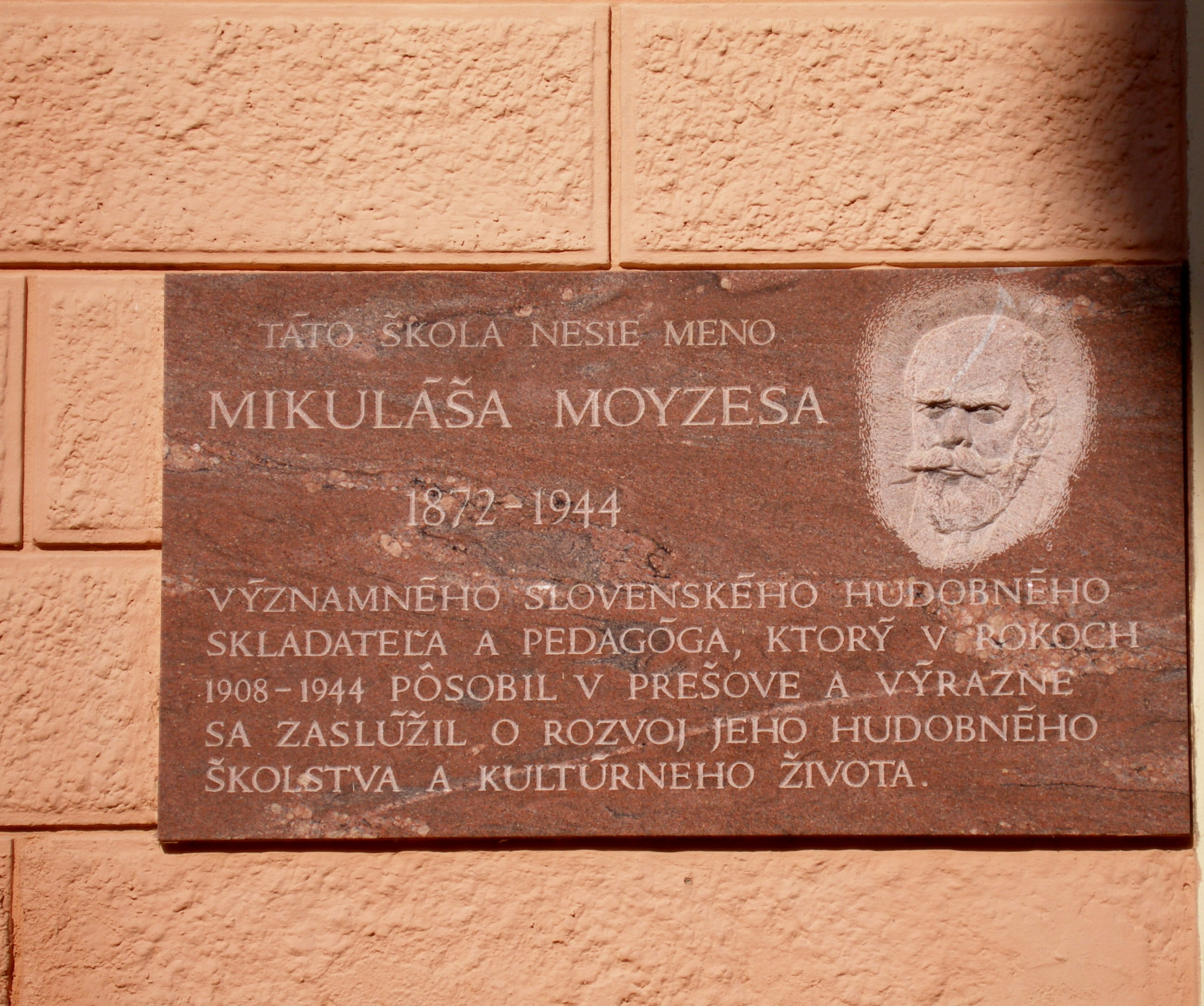
Mikuláš Moyzes.

Mikuláš Moyzes (6. prosince 1872, Zvolenská Slatina, Uhersko – 2. dubna 1944, Prešov) byl slovenský hudební skladatel, varhaník, pedagog autor školních učebnic. Jedná se o výraznou osobnost slovenské národní vzdělanosti a kultury.

## Rodina
- otec František Moyzes
- matka Paulína rozená Slobodníková
- manželka Mária Anna rozená Witteková
- syn Alexander Moyzes

## Životopis
V letech 1883–1893 studoval na gymnáziu v Banské Bystrici a v Revúci, 1889–1893 na učitelském ústavu v Kláštore pod Znievem, kde i maturoval a složil zkoušku ze hry na varhany, v Budapešti vykonal státní zkoušky z hudby na Maďarské královské
akademii a stal se řádným profesorem hudby a zpěvu na učitelských ústavech na Slovensku, v Maďarsku a v Rumunsku. V Prešově působil Moyzes celých 36 let, od svého příchodu roku 1908 až do smrti roku 1944. Na jeho památku je v Prešově postaven mramorový pomník v podobě lyry. Jednalo se o průkopníka realistických tendencí ve slovenské hudbě, předchůdce slovenské hudební moderny. Je autorem různých hudebních kompozic, upravovatel lidových písní hlavně z oblasti Zvolena a Šariše. Vydal také učebnice hudby, zeměpisu, slovenského jazyka a počtů, čím významně přispěl k rozvoji slovenského školství.

## Odkaz v hudbě
Známý ostravský písničkář Jaromír Nohavica skladatele Moyzese zmiňuje v textu své písně Těšínská.